# Interakt
Interakt fue una empresa subsidiria de Adobe Systems Incorporated llamada Adobe Romania (Adobe Rumanía), dedicada al desarrollo de aplicaciones y extensiones para Dreamweaver.
Adobe compra la compañía en 2006, por una cantidad no revelada. Interakt, que junto a Webassist y Trio Solutions son de las empresas más punteras en el desarrollo de extensiones para Adobe Dreamweaver.
Interakt desarrolló el plugin para Eclipse para desarrollar código de Javascript en esta aplicación, denominada JSEclipse.

## Productos
- MX Kollection:
  - MX Validation Form: para garantizar una buena entrada de datos.
  - MX File Upload: Asistente para la carga de archivos y repositorios en galerías
  - MX Send E-mail: Enviar Correo electrónico para notificaciones
  - MX User Login: Asistente de registro de usuarios
  - MX Looper: Asistente complejo para repetir las regiones.
  - MX Widgets: Addons de exacta y de fácil control
  - MX Includes: Para la reutilización de código visual.
  - NeXTensio: Objeto para la gestión de bases de datos.
  - MX Query Builder: Asistente visual para la construcción de consultas SQL
  - XML Export: Asistente para la exportación XML.
- KTML
- MX CSS Menus
- MX Kommerce
- MX AJAX Toolbox
- MX CSV Import-Export

Actualmente estos productos están descontinuados, pero se encuentran dentro de la extensión para Dreamweaver llamada Adobe Dreamweaver Developer Toolbox (addt)